# Mewia Wyspa
Mewia Wyspa – wyspa pomiędzy rzeką Odrą a jeziorem Dąbie w Szczecinie. Przy północnym brzegu Iński Nurt łączy jezioro z Odrą, a przy południowo-zachodnim brzegu kanał Babina przechodzi do Odry. Na południe od Mewiej Wyspy znajduje się Kacza Wyspa.
Nazwę Mewia Wyspa wprowadzono urzędowo w 1949 roku, zastępując poprzednią niemiecką nazwę Großer-Kamel-Werder.